# 레셰크 블라니크
레셰크 로베르트 블라니크(폴란드어: Leszek Robert Blanik, 1977년 3월 1일~)는 폴란드의 체조 선수이다. 2008년 하계 올림픽 도마 부문에서 금메달을 획득했다.

## 경력
블라니크는 시드니에서 열린 2000년 하계 올림픽 도마에서 동메달을 획득했다. 그는 2002년 세계 선수권 대회와 2005년 세계 기계 체조 선수권 대회에서 은메달을 땄다.
2007년 슈투트가르트에서 열린 세계 선수권 대회에서 금메달을 따면서, 2008년 하계 올림픽 개인전 본선에 진출했다. 2008년 8월 18일에 그는 올림픽 남자 도마에서 금메달을 땄다.